# Gérard Kobéané
Gérard Kobéané est un athlète burkinabé né le 24 avril 1988 à Karangasso-Vigué, spécialisé dans les épreuves de sprint. Il a participé aux Jeux Olympiques de 2012. Il a réalisé le meilleur temps du tour préliminaire avec un temps de 10.42 secondes, mais fut éliminé dès le 1er tour.